# Северный объезд (Новосибирск)
Северный объезд (также Северный обход) — автодорога, соединяющая федеральные трассы М-51 и М-53. Расположен к северу от Новосибирска. Пролегает от села Прокудское до села Сокур. Включает в себя мост через Обь в районе Красного Яра. Длина — 76,5 км. Строительство дороги велось с 1999 по 2011 год. Вместе с запланированными Восточным и Южным объездами Северный должен стать частью транспортного кольца Новосибирска.

## История
В ноябре 1998 года был утверждён проект Северного объезда.
12 мая 1999 года началось строительство автодороги.
В 2008 году был сдан в эксплуатацию первый 50-километровый участок дороги, включающий в себя мост через Обь (923 м). Первый этап работ обошёлся в 9 451 000 000 рублей.
В августе 2009 года начался второй этап строительно-монтажных работ. При строительстве были перенесены 37 инженерных коммуникаций: линии электропередачи, газопроводы и т. д.
8 ноября 2011 года постройка Северного объезда была завершена. В этот же день в его открытии принял участие Владимир Путин.
В 2021 году участок сельскохозяйственного назначения в районе Северного объезда и Пашинского шоссе площадью 81,36 га был переведён в «земли промышленности, энергетики, транспорта, связи». На данной территории планируется построить промышленно-логистический парк в 408 000 м².

## Здания и сооружения
В районе пересечения Северного объезда и Пашинского шоссе находится оптово-розничный центр «Нордмолл», крупнейший торговый комплекс Сибири.

## Галерея

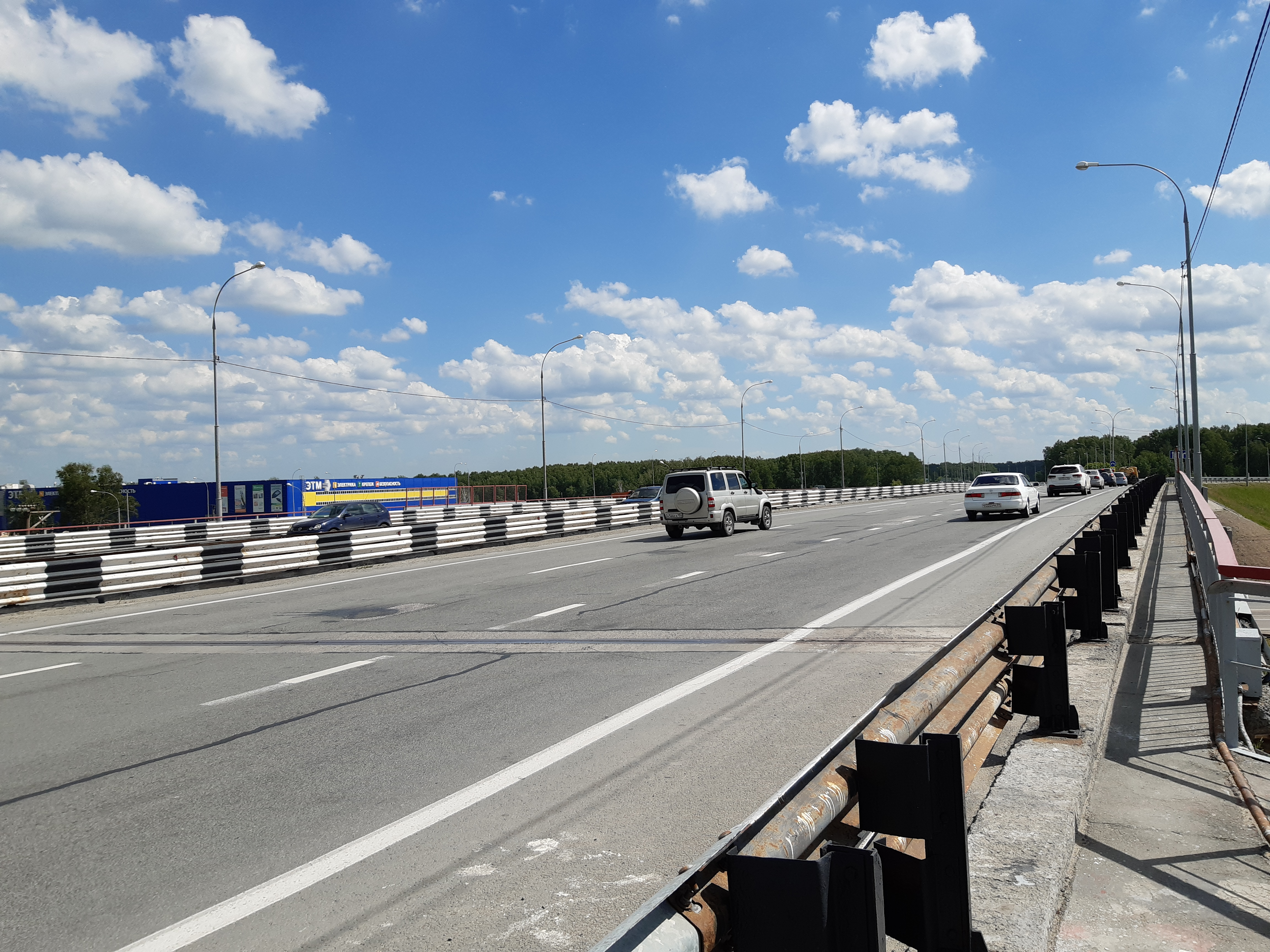
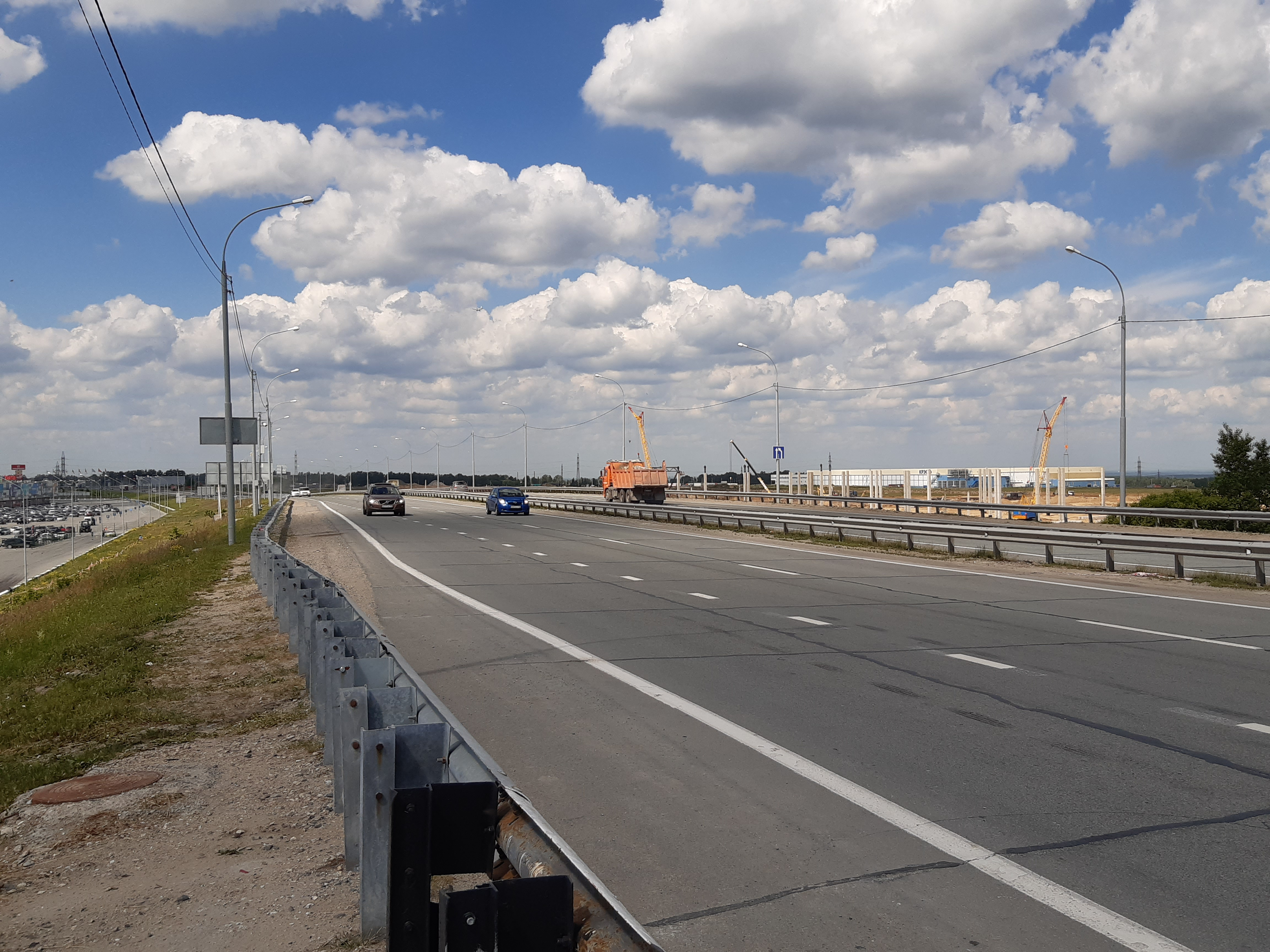
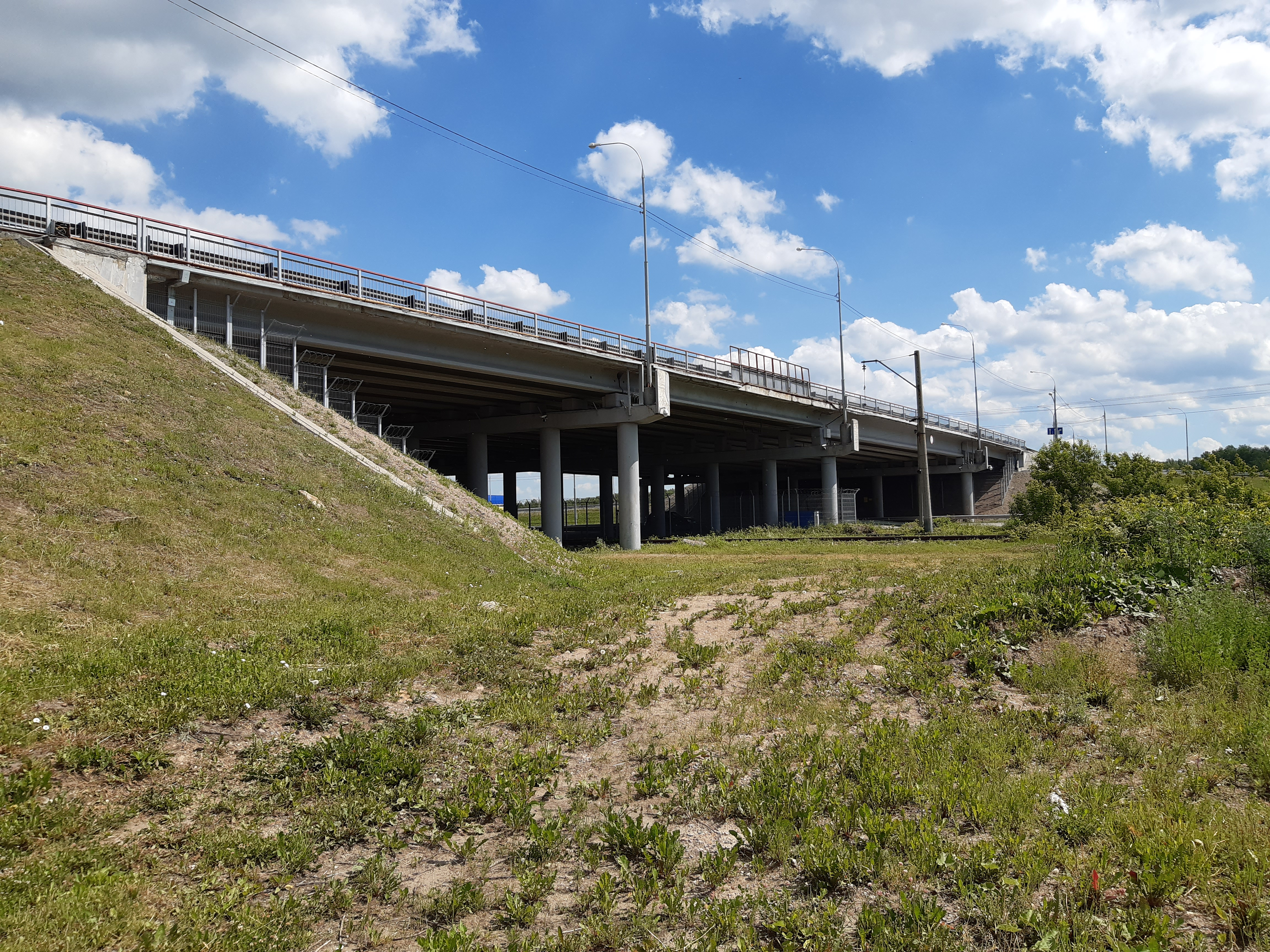
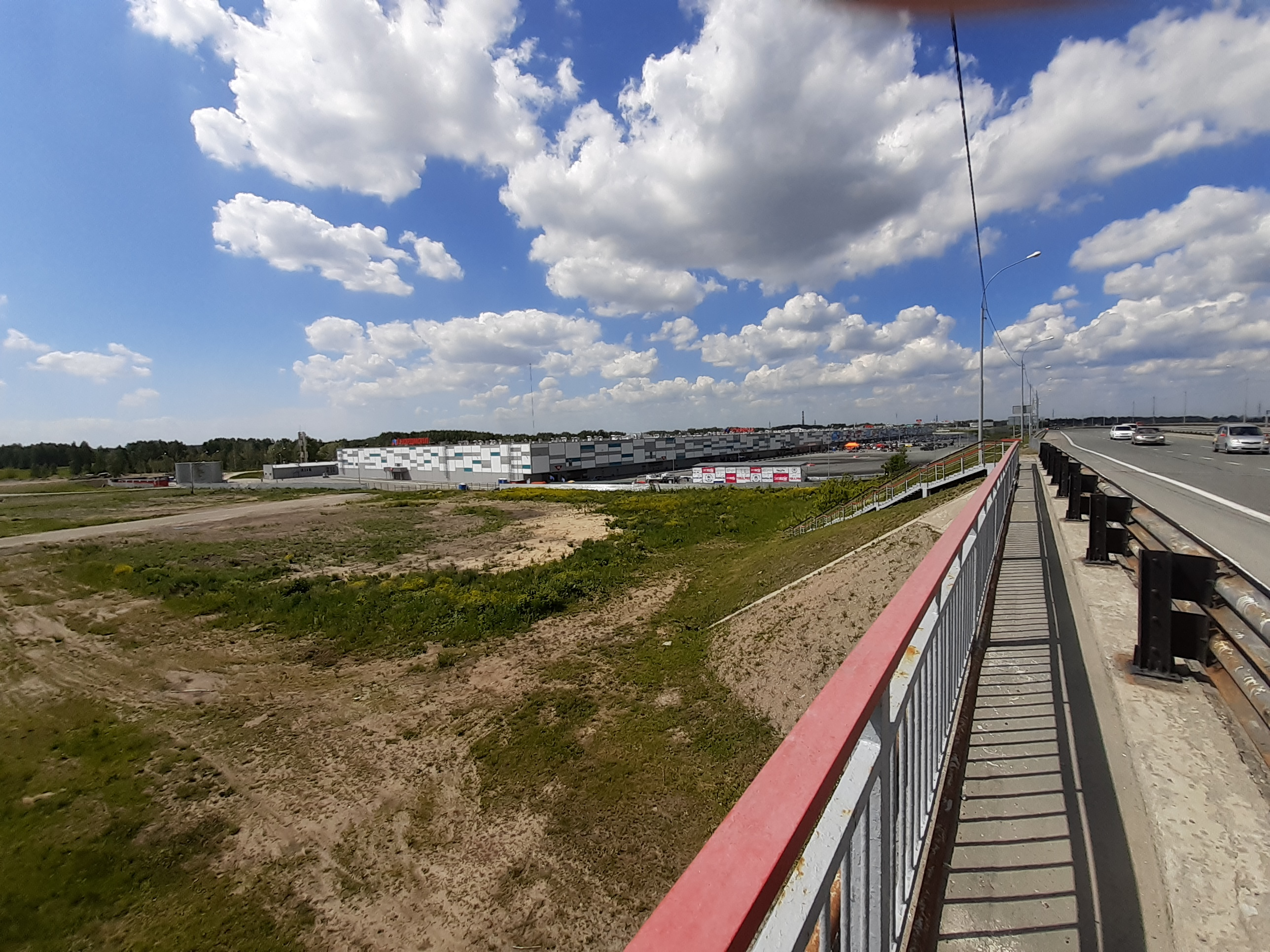